# Rhododendron loboense
Rhododendron loboense är en ljungväxtart som beskrevs av H. F. Copeland. Rhododendron loboense ingår i släktet rododendron, och familjen ljungväxter. Inga underarter finns listade i Catalogue of Life.